# Peter Okpaleke
Peter Ebere Okpaleke (nacido el 1 de marzo de 1963) es un prelado nigeriano de la Iglesia católica que ha sido obispo de Ekwulobia desde el 29 de abril de 2020.  Fue nombrado obispo de Ahiara en 2012 y consagrado en 2013, pero después de que el clero y los laicos locales insistieran en un obispo de Mbaise, fue instalado como obispo de Ekwulobia.

## Biografía

### Sacerdocio
Peter Ebere Okpaleke nació el 1 de marzo de 1963 en Amesi en el estado de Anambra, Nigeria.  Asistió a escuelas locales y en 1983 ingresó al Seminario Mayor Bigard Memorial en Ikot-Ekpene y Enugu, donde estudió filosofía y teología de 1983 a 1992. Fue ordenado sacerdote de la Diócesis de Awka el 22 de agosto de 1990. 
En los veinte años posteriores a su ordenación, ocupó una amplia variedad de puestos pastorales y administrativos, incluidos capellán universitario, párroco, administrador de finanzas diocesano, canciller diocesano y secretario y miembro de juntas diocesanas.  También estudió derecho canónico en Roma en la Universidad Pontificia de la Santa Cruz . 

### Episcopado
El 7 de diciembre de 2012, el Papa Benedicto XVI nombró a Okpaleke obispo de Ahiara, Nigeria.  Okpaleke fue consagrado obispo el 21 de mayo de 2013.  Debido a las objeciones a su nombramiento, su consagración se llevó a cabo fuera de la Diócesis, en el Seminario Mayor de Ulakwo en la Arquidiócesis de Owerri.
El clero local y los feligreses se opusieron a su nombramiento y le impidieron entrar en la catedral para tomar posesión de la diócesis.  Una petición objetando el hecho de que Okpaleke no era del origen étnico Mbaise del área, fue enviada al Papa Benedicto después de que nombrara obispo a Okpaleke.  El 9 de junio de 2017, el Papa Francisco le dio al clero de la diócesis 30 días para escribir una carta prometiendo obediencia y aceptando a Okpaleke como su obispo o ser suspendido.  El clero envió cartas de disculpa pero continuó protestando por lo que vieron como discriminación racial.
El 19 de febrero de 2018, el Papa Francisco aceptó la renuncia de Okpaleke como obispo de Ahiara.
El 5 de marzo de 2020, poco más de dos años después de aceptar su renuncia como obispo de Ahiara, el Papa Francisco nombró a Okpaleke obispo de la diócesis de Ekwulobia, una diócesis recién creada en el estado de Anambra que anteriormente tenía su territorio bajo la jurisdicción de la diócesis de Awka. Okpaleke se instaló allí el 29 de abril de 2020.

## Cadenalato
Fue creado cardenal por el papa Francisco en el Consistorio celebrado el 27 de agosto de 2022, asignándole el Título de los Santos Mártires de Uganda en Poggio Ameno.
El 7 de octubre de 2022 fue nombrado miembro del Dicasterio para los Laicos, la Familia y la Vida.